# Haru Kuroki
Haru Kuroki (jap. 黒木 華 Kuroki Haru; ur. 14 marca 1990 w Osace) – japońska aktorka filmowa i telewizyjna. Laureatka Srebrnego Niedźwiedzia dla najlepszej aktorki na 64. MFF w Berlinie za rolę w filmie Mały domek (2014) Yōji Yamady.